# Rita Blanco
Rita Blanco est une actrice portugaise née le 11 janvier 1963 à Lisbonne. Elle a reçu quatre Globos de Ouro de la meilleure actrice de cinéma en 2002, 2012, 2014 et 2018 et le Prix Sophia de la meilleure actrice de cinéma en 2018.

## Biographie
Coqueluche du cinéma d'auteur portugais et actrice fétiche de João Canijo depuis 1988, Rita Blanco commence sa carrière en 1983 au théâtre après des études à l'École supérieure de théâtre et de cinéma de Lisbonne.
Elle a joué depuis dans plus d'une cinquantaine d'œuvres théâtrales, audiovisuelles et cinématographiques. Elle est considérée comme l'une des plus grandes actrices portugaises vivantes.
Elle a joué dans le film Gagner la vie (Ganhar a Vida) projeté dans la section Un certain regard au Festival de Cannes 2001. Elle était également à l'affiche du film Amour de Michael Haneke qui a remporté l'Oscar du meilleur film en langue étrangère en 2013. À l'occasion de la sortie la même année de La Cage dorée de Ruben Alves, The Hollywood Reporter parle d'elle en des termes élogieux. 
En 2018, elle remporte l'équivalent du César de la meilleure actrice au Portugal avec le Prix Sophia pour son rôle dans Onze Fois Fátima.
En 2023, elle est à l'affiche de Mal Viver (Bad Living) de João Canijo qui remporte le prix du jury à la Berlinale 2023.

## Filmographie sélective
- 1985 : Le Cercle des passions de Claude d'Anna
- 1985 : Ninguem duas vezes de Jorge Silva Melo : Sonia
- 1988 : Três menos eu de João Canijo : Rita
- 1988 : Agosto de Jorge Silva Melo : la jeune femme sur la plage
- 1988 : Este Tempo (Tempos Difíceis) de João Botelho : Voix de Luisa Cremalheira
- 1990 : Filha da Mãe de João Canijo : Maria
- 1990 : Piano panier de Patricia Plattner : Pépin
- 1992 : Le Dernier Plongeon (O Último Mergulho) de João César Monteiro : Ivone
- 1994 : Trois Palmiers (Três palmeiras) de João Botelho : Beggar
- 1998 : Inquiétude de Manoel de Oliveira : Gabi
- 1998 : Loin des yeux (pt) (Longe da vista) de João Mário Grilo : Rute
- 1998 : Les Mutants (Os Mutantes) de Teresa Villaverde : La psychologue
- 1998 : Trafico de João Botelho : La mère de Jesus
- 2000 : A Falha de João Mário Grilo : Ana Mateus
- 2000 : 451 forte de João Mário Grilo : Celeste
- 2000 : Trop tard (Tarde demais) de José Nascimento : Arlete
- 2001 : Gagner la vie (Ganhar a vida) de João Canijo : Cidalia
- 2003 : La Femme qui croyait être présidente des États-Unis de João Botelho : La secrétaire Maria de Lurdes
- 2003 : Der gläserne Blick de Markus Heltschl : Maria
- 2004 : Nuit noire (Noite Escura)  de João Canijo : Celeste Pinto
- 2005 : Le Fataliste (O Fatalista) de João Botelho : Madame D
- 2007 : O Capacete dourado de Jorge Cramez
- 2007 : Corrupção de João Botelho : l'épouse du général
- 2008 : A Corte do Norte de João Botelho : Dona Antonia
- 2010 : Le Film de l'intranquillité (Filme do Desassossego) de João Botelho : La femme de la grammaire
- 2011 : Sangue do Meu Sangue de João Canijo : Marcia Fialho
- 2012 : Assim assim de Sergio Graciano : Ana
- 2012 : Amour de Michael Haneke : la concierge
- 2013 : La Cage dorée de Ruben Alves : Maria Ribeiro
- 2017 : Colo de Teresa Villaverde : Sílvia
- 2017 : Onze Fois Fátima (Fátima) de João Canijo : Ana Maria
- 2023 : Mal Viver et Viver Mal de João Canijo : Sara

## Télévision
- 1990 : Casino Royal
- 1994 : A Noite da Má Língua : Elle-même, SIC
- 2022 : O Pai Tirano : Teresa
- 2023 : Por ti : Renata Gomes, SIC
- 2023 : Flor Sem Tempo : Natália Fontes, SIC
- 2023 : Marco Paulo : Mère de Marco Paulo, SIC

## Distinctions
Globos de Ouro (équivalent des Golden Globes au Portugal) :
- 2002 : meilleure actrice de cinéma pour Gagner la vie (Ganhar a Vida)  de João Canijo
- 2012 : meilleure actrice de cinéma  pour Sangue do Meu Sangue de João Canijo
- 2014 : meilleure actrice de cinéma pour La cage dorée de Ruben Alves
- 2018 : meilleure actrice de cinéma pour 11 Fois Fátima de João Canijo

Autres distinctions et récompenses :
- 2016 : Chevalier de l’Ordre des Arts et des Lettres
- 2018 : Prix Sophia de la meilleure actrice de cinéma pour 11 Fois Fátima de João Canijo